# La Limouzinière
La Limouzinière (bretonisch: Kerlouevig; Gallo: La Limózinèrr) ist eine französische Gemeinde mit 2.468 Einwohnern (Stand: 1. Januar 2022) im Département Loire-Atlantique in der Region Pays de la Loire. Die Gemeinde gehört zum Arrondissement Nantes und zum Kanton Saint-Philbert-de-Grand-Lieu.
Die Einwohner werden Limouzin(e)s genannt.

## Geographie
La Limouzinière liegt etwa 25 Kilometer südlich von Nantes.
Die Gemeinde liegt im Weinbaugebiet Gros Plant du Pays Nantais, hier wird der Muscadet, insbesondere der Muscadet-Côtes de Grandlieu, produziert.

### Nachbargemeinden
Umgeben wird La Limouzinière von den Nachbargemeinden Saint-Philbert-de-Grand-Lieu im Norden, Saint-Colomban im Osten und Nordosten, Corcoué-sur-Logne im Süden, Saint-Étienne-de-Mer-Morte im Südwesten sowie La Marne im Westen.

## Bevölkerungsentwicklung
| Jahr      | 1962 | 1968 | 1975 | 1982 | 1990 | 1999 | 2006 | 2017 |
| Einwohner | 1227 | 1244 | 1233 | 1147 | 1279 | 1407 | 1968 | 2414 |

## Sehenswürdigkeiten
- Kirche Notre-Dame

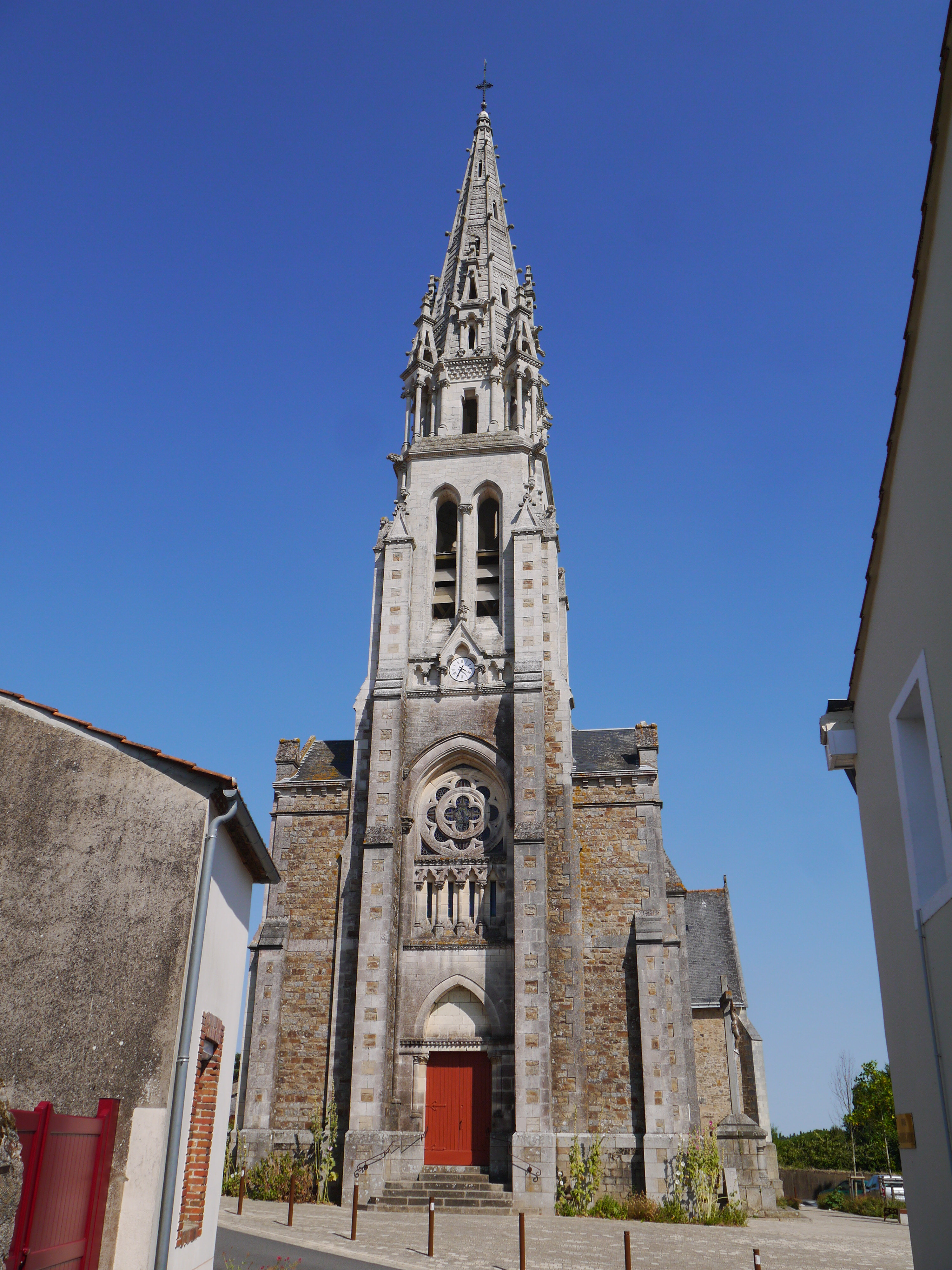
Kirche Notre-Dame

- Schloss La Touche aus dem 14./15. Jahrhundert, Erweiterungen im 16. Jahrhundert, seit 1996 als Monument historique eingeschrieben